# Österreichische Poolbillard-Meisterschaft 2012
Die Österreichische Poolbillard-Meisterschaft 2012 war die 32. Austragung der nationalen Meisterschaft in der Billardvariante Poolbillard. Sie fand vom 25. bis 28. Oktober 2012 in Fieberbrunn statt. Die Senioren-Wettbewerbe wurden vom 24. bis 27. Mai 2012 in Bleiburg ausgetragen. Ausgespielt wurden die Disziplinen 8-Ball, 9-Ball, 10-Ball und 14/1 endlos.

## Medaillengewinner
| Disziplin              | Gold                                         | Silber                                       | Bronze                                      | Bronze                                      |
| ---------------------- | -------------------------------------------- | -------------------------------------------- | ------------------------------------------- | ------------------------------------------- |
| Herren – 8-Ball        | Jürgen Jenisy (PBC 1st Edition Villach)      | Armin Stainko (PBC ASKÖ Linz)                | Rene Sommeregger (PBC Imst)                 | Georg Höberl (PBC Fair Play Wolfsberg)      |
| Herren – 10-Ball       | Jürgen Jenisy (PBC 1st Edition Villach)      | Andreas Brezic (1. PBC RaiBa Bleiburg)       | Maximilian Lechner (Pool X-Press Innsbruck) | Cetin Aslan (LINZ AG Sport)                 |
| Herren – 14/1 endlos   | Jürgen Jenisy (PBC 1st Edition Villach)      | Cetin Aslan (LINZ AG Sport)                  | Maximilian Lechner (Pool X-Press Innsbruck) | Alexander Markut (PBC 1st Edition Villach)  |
| Herren – 9-Ball        | Erich Gruber (Top Shot Wien)                 | Armin Stainko (PBC ASKÖ Linz)                | Maximilian Lechner (Pool X-Press Innsbruck) | Alexander Markut (PBC 1st Edition Villach)  |
| Damen – 8-Ball         | Sandra Baumgartner (1. PBC Meran Klagenfurt) | Doris Prasch (BSV PEGASUS-Eisenstadt)        | Silvia Imre (PBC 1st Edition Villach)       | Ngoc-Bach Nguyen (Billard Academy Dornbirn) |
| Damen – 10-Ball        | Sandra Baumgartner (1. PBC Meran Klagenfurt) | Marion Meckmann (Pool-Stars Altach)          | Sabrina Hammerlindl (PBC ASKÖ Kapfenberg)   | Teresa Bachler (BC Saustall Fieberbrunn)    |
| Damen – 14/1 endlos    | Silvia Imre (PBC 1st Edition Villach)        | Sandra Baumgartner (1. PBC Meran Klagenfurt) | Yvonne Reith (Top Shot Wien)                | Christina Drexel (Top Shot Wien)            |
| Damen – 9-Ball         | Sabrina Hammerlindl (PBC ASKÖ Kapfenberg)    | Sandra Baumgartner (1. PBC Meran Klagenfurt) | Yvonne Reith (Top Shot Wien)                | Susanne Wedl (vereinslos)                   |
| Senioren – 8-Ball      | Stanislaw Kret (BSLZ Salzburg)               | Günter Würtl (BC Saustall Fieberbrunn)       | Fritz Hippmann (PBC Top Pool St. Pölten)    | –                                           |
| Senioren – 9-Ball      | Johann Schernthaner (BSV PEGASUS-Eisenstadt) | Hermann Zeilermayr (PBC ASKÖ Steyr)          | Walter Staudinger (BC Wiener Neustadt)      | Stanislaw Kret (BSLZ Salzburg)              |
| Senioren – 10-Ball     | Johann Schernthaner (BSV PEGASUS-Eisenstadt) | Johann Wallner (UBSC Pfisterer Pongau)       | Franz Kovacs (BSV PEGASUS-Eisenstadt)       | Christian Ederl (BC Wiener Neustadt)        |
| Senioren – 14/1 endlos | Walter Staudinger (BC Wiener Neustadt)       | Johann Wallner (UBSC Pfisterer Pongau)       | Georg Tatzl (PBC ASKÖ Kapfenberg)           | Hubert Aleschko (1. PBC RaiBa Bleiburg)     |